# Oyama
För andra betydelser, se Oyama (olika betydelser).
Oyama (japanska: 小山市  ?, Oyama-shi) är en stad i södra Tochigi prefektur i Japan. Staden fick stadsrättigheter 1954. 
Det är den näst störst staden i Tochigi prefektur.

## Kommunikationer
Oyama är en station på Tōhoku Shinkansen som ger staden förbindelse med höghastighetståg bl.a. till Tokyo. 